# 6 Convent Place
El 6 Convent Place coloquialmente conocido en Gibraltar como "Número 6" (Number 6), es la sede del Gobierno de Su Majestad en Gibraltar y de la oficina del primer ministro o ministro principal de Gibraltar. Se encuentra frente a «El Convento», la residencia oficial del Gobernador de Gibraltar. 
La oficina de Planificación y Estadística Económica de Gibraltar se encuentra también en el edificio.